# 梁川大橋

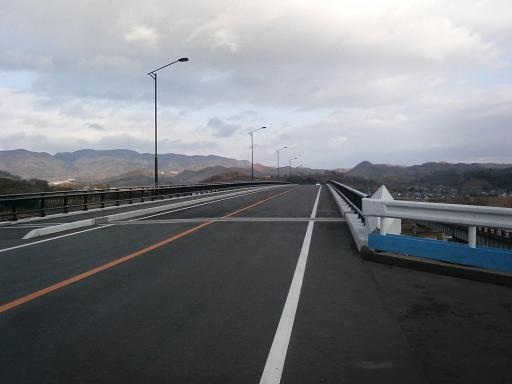
2008年（平成20年）12月12日撮影。八幡側（右岸）から五十沢側（左岸）に向かって撮影。歩道は川上側（写真左）にしかない

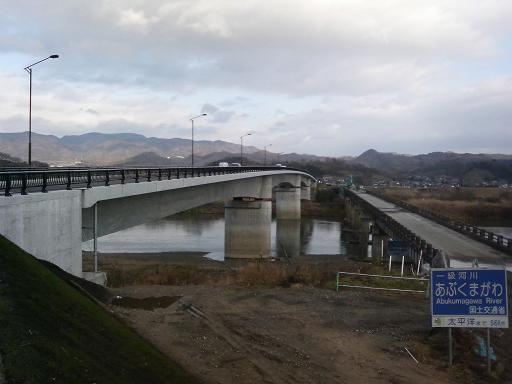
2008年（平成20年）12月12日撮影。八幡側（右岸）から五十沢側（左岸）に向かって撮影。右側は解体工事中の梁川橋

梁川大橋（やながわおおはし）は、福島県伊達市の阿武隈川に架かる国道349号の道路橋である。

## 概要
- 全長：385.0 m
- 支間割：86.7 m + 104.5 m + 104.5 m + 86.7 m
- 幅員：6.5(12.0) m
- 形式：4径間PC連続箱桁橋
- 活荷重 - B活荷重
- 線形条件
  - 縦断勾配 - i=3.0 %（↑） - VCL=300 m - i=3.0 %（↓）
  - 横断勾配 - 2.0 %
- 架設工法 - 片持ち架設工法

伊達市梁川町字清水町・梁川町八幡字江越から梁川町五十沢字越五十沢に跨り、一級水系阿武隈川を渡る国道349号の橋梁である。橋は車道2車線で、下り線側に幅員3.5mの歩道が設置されている。現在の橋は老朽化と交通量増大に伴い2008年（平成20年）2月に架け替えられて完成したものである。総工費は22億2千万円。
南詰にて梁川バイパスと接続する。RC（鉄筋コンクリート）より丈夫なPC（Prestressed Concrete）による箱形断面の主桁を採用し、コンクリートとコンクリート内を通したPC鋼材によって支えている。ケーブルはコンクリートに埋め込む内ケーブル方式ではなく、箱桁の中空部を通す外ケーブル方式を採用し、ケーブルの目視点検や交換、将来の荷重増に対応するケーブル増設を可能にしている。支承には耐震性にすぐれた超高減衰ゴム支承が採用された。

## 沿革

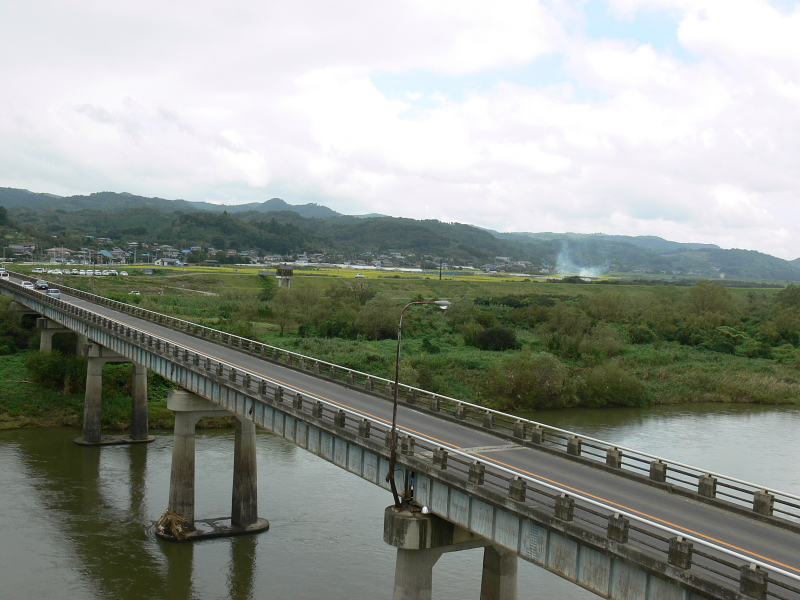
2007年（平成19年）9月24日撮影。1957年開通の梁川橋。老朽化が激しく、道幅も狭い。梁川町八幡側から対岸の五十沢に向かって撮影。

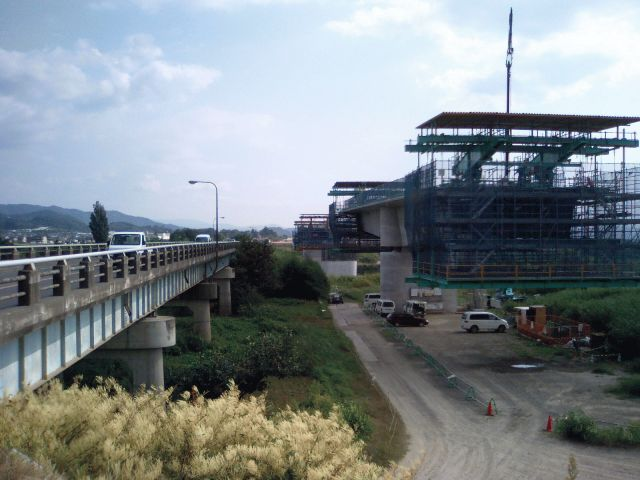
2006年（平成18年）9月、架け替え工事中の梁川橋。左が1957年完成の橋。右が建設中の梁川大橋。五十沢側から対岸の八幡に向かって撮影

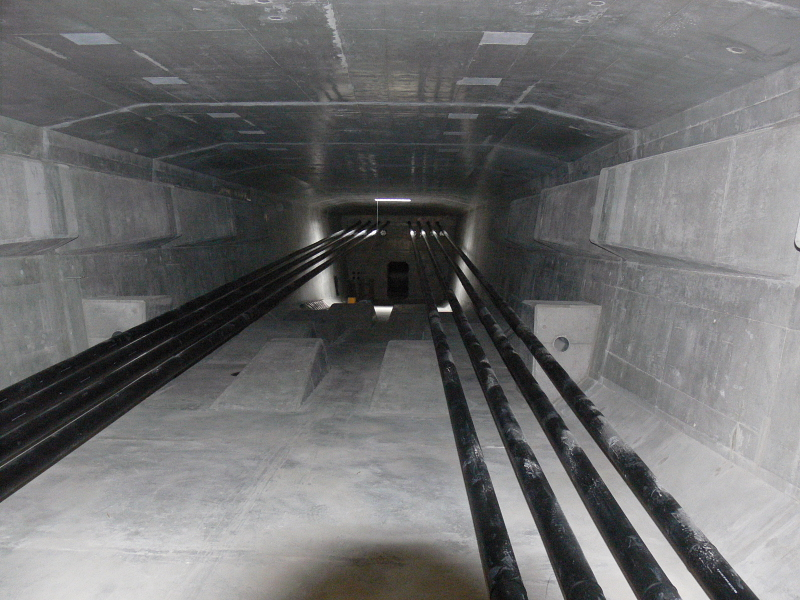
2007年（平成19年）9月24日撮影。梁川大橋の内部。箱桁構造であり、内部は空洞である。黒く見えるのが箱桁内部に配置した外ケーブルと呼ばれるPC鋼材の「さや管」。さや管内部のケーブルをそれぞれ4500kN(約450tf)の張力で張っている。

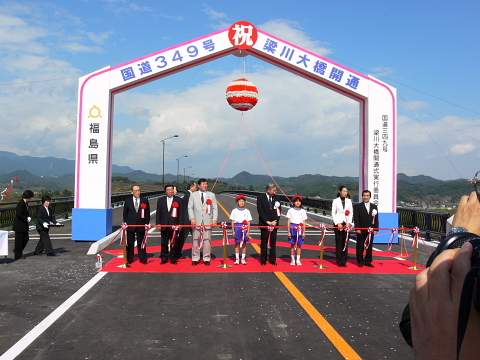
2008年（平成20年）10月15日撮影。梁川大橋開通式。橋の南側（八幡）から北側（五十沢）に渡り初めを行った。開通式は11:00。一般車両の開通は14:00だった。

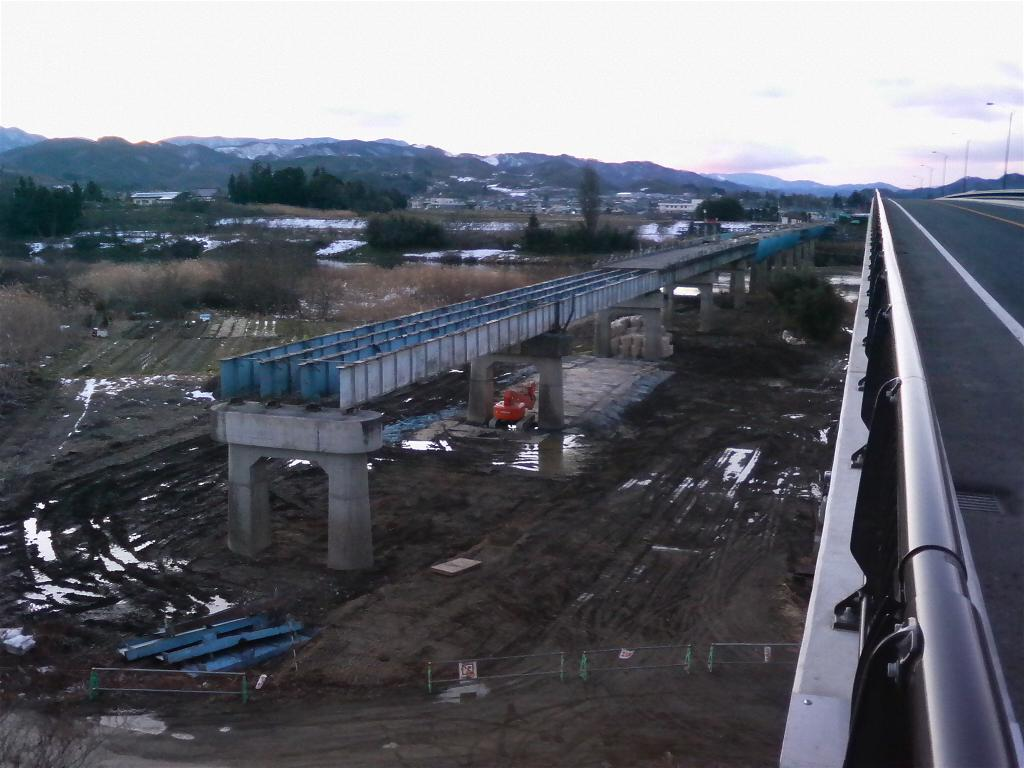
2009年（平成21年）1月2日撮影。解体中の1957年開通の梁川橋。五十沢から八幡側に向かって撮影

古くは梁川舟場（ふなば）という渡し場があった。また、阿武隈川の舟運で栄えた地であり、近くには川港もあった。明治時代に初めて橋がかけられて以来梁川橋（やながわばし）として親しまれたが、2008年（平成20年）10月15日に開通した橋から梁川大橋と名前を変えた。2008年（平成20年）時点でも、橋の最寄りの福島交通路線バス停留所名は舟場である。ただし、当バス停は2009年10月のダイヤ改正で路線廃止となっている。
- 明治初期 - 橋が架けられたが、後に阿武隈川の増水で流失している。
- 1927年（昭和2年）11月3日 - 再度木橋が架けられ、梁川の渡し場は廃止となる。
- 1957年（昭和32年）5月 - に永久橋に架け替えられる。
  - 全長 - 372 m
    - 主径間 - 29.7 m

  - 幅員 - 6 m
  - 形式 - 13径間連続鈑桁橋 [要出典]

しかし、通過可能車両は14 t以下に制限され、平成になって老朽化のために橋の路面に陥没ができるなどの事故も相次いだため、掛け替えが計画された。1990年代後半から掛け替え工事が少しずつ始まり、2005年（平成17年）11月14日以降架け替え工事を本格化した。
- 2008年（平成20年）10月15日 - 梁川大橋が開通する。

1927年（昭和2年）に架けられた先々代の橋の位置に、2008年（平成20年）2月に完成した。当初、2008年（平成20年）7月に開通予定だったが、取り付け道路の工事が遅れたため、2008年（平成20年）10月15日に開通を延期した。開通にあたっては開通式実行委員会が組織され、梁川天神社の宮司、地元の三世代家族代表、地元の名士、伊達市立五十沢小学校の児童による鼓笛隊などを招待して、開通式を行った。
- 2010年（平成22年） - 先代の梁川橋の解体が完了する。
- 2022年（令和4年）9月23日 - 南側で整備が行われていた国道349号梁川バイパスが全線開通し[2]、梁川大橋に接続する。

## 隣の橋
（上流） 徳江大橋 - 梁川大橋 - 兜橋 （下流）